# چرخش خورشید
چرخش خورشید (به انگلیسی: Solar rotation) در عرض‌های جغرافیایی مختلف متفاوت است. خورشید جسمی جامد نیست بلکه از پلاسمای گازی تشکیل شده‌است. عرض‌های مختلف در دوره‌های مختلفی می‌چرخند: (چرخش دیفرنسیال). منبع این چرخش دیفرانسیل، زمینهٔ از تحقیقات فعلی در اخترشناسی خورشیدی است. سرعت چرخش سطح در استوا سریعترین است (عرض جغرافیایی φ = ۰ درجه) و با افزایش عرض جغرافیایی کاهش می‌یابد. دورهٔ چرخش خورشیدی در استوا ۲۴/۴۷ روز و در قطب‌ها تقریباً ۳۸ روز است.

## معادلهٔ چرخش سطح خورشید
میزان چرخش دیفرانسیل معمولاً توسط معادله شرح داده‌می‌شود که در آن ω سرعت زاویه‌ای درجه در روز است، φ عرض جغرافیایی خورشیدی و A , B و C ثابت‌های معادله هستند. مقدارهای A , B و C بسته به تکنیک‌های مورد استفاده برای اندازه‌گیری و همچنین مدت زمان مورد بررسی است که می‌تواند متفاوت باشد. مجموعه مقدارهای میانگین تاکنون پذیرفته‌شده به قرار زیر است:
{\displaystyle \omega =A+B\,\sin ^{2}(\varphi )+C\,\sin ^{4}(\varphi )}
A= ۱۴٫۷۱۳ ± ۰٫۰۴۹۱ °/روز
B= -۲٫۳۹۶ ± ۰٫۱۸۸ °/روز
C= -۱٫۷۸۷ ± ۰٫۲۵۳ °/روز

## چرخش جانبی
در استوای خورشید، دورهٔ چرخش خورشیدی ۲۴٫۴۷ روز است. به این دوره چرخش جانبی تناوب مداری گفته می‌شود و نباید با دوره چرخش (سینودیک) که ۲۶٫۲۴ روز است اشتباه گرفته شود؛ که زمان مورد نیاز برای دیدن دوباره یک ویژگی ثابت در خورشید در چرخش به همان موقعیت ظاهری که از زمین مشاهده می‌شود، است. طولانی‌تر بودن دوره سینودیک به این خاطر است که خورشید علاوه بر چرخش «تناوب مداری» خود، لازم است به دلیل حرکت مداری زمین در اطراف خورشید، یک مقدار اضافی بچرخد. لازم است توجه شود که ادبیات اخترفیزیکی به‌طور معمول از دوره چرخش استوایی استفاده نمی‌کند، بلکه در عوض اغلب از تعریف «چرخش کارینگتون» استفاده می‌کند: یک دوره چرخش سینودیک ۲۷٫۲۷۵۳ روز یا یک دوره جانبی غیرعادی ۲۵٫۳۸ روز. این دوره انتخاب شده تقریباً با چرخش پیشرو در عرض جغرافیایی ۲۶ درجه شمالی یا جنوبی مطابقت دارد، که مطابق با عرض جغرافیایی معمولی لکه‌های خورشید و فعالیت دوره‌ای خورشیدی مربوط است. هنگامی که خورشید از «شمال» (بالاتر از قطب شمال زمین) مشاهده می‌شود، چرخش خورشیدی خلاف جهت عقربه‌های ساعت (به سمت شرق) است. برای ناظری که در قطب شمال ایستاده‌است، به نظر می‌رسد لکه‌های خورشیدی از چپ به راست بر روی چهرهٔ خورشید حرکت می‌کنند.

### شمار چرخش بارتلز
تعداد چرخش بارسل شمارش سری تعداد چرخش ظاهری خورشید آنگونه که از زمین مشاهده می‌شود است، و برای پیگیری برخی روندهای تکراری یا در حال تغییر از فعالیت‌های خورشیدی از آن استفاده می‌شود. برای این منظور، طول هر چرخش خورشید دقیقاً ۲۷ روز است، که نزدیک به سرعت چرخش سینودیک کارینگتون است. جولیوس بارتلز برای خود (خودسرانه)، روز آغاز شمارش چرخش خورشیدی را ۸ فوریهٔ ۱۸۳۲ قرار داد. این شماره سریال به عنوان نوعی تقویم برای مشخص کردن دوره‌های تکراری پارامترهای خورشیدی و ژئوفیزیکی است.

### چرخش کارینگتون
چرخش کارینگتون سیستمی برای مقایسهٔ مکان‌ها در سطح خورشید در طی یک دورهٔ زمانی است که امکان دنبال کردن زمان پیش‌آمدهایی مانند گروه لکه‌ها یا پیدایش دوبارهٔ فوران‌های بعدی را فراهم می‌کند.